# Johannsenomyia lalokiensis
Johannsenomyia lalokiensis är en tvåvingeart som först beskrevs av Lee 1948.  Johannsenomyia lalokiensis ingår i släktet Johannsenomyia och familjen svidknott. Inga underarter finns listade i Catalogue of Life.